# Laszlo A. Vaskovics
László Árpád Vaskovics (* 19. Juni 1936 in Trstená na Ostrove), ist ein ungarisch-deutscher Soziologe.

## Leben
Vaskovics besuchte die Grund- und Mittelschule in Ungarn und studierte Soziologie, Philosophie und Psychologie an der Universität Wien, wo er 1962 promovierte. 1969 habilitierte er an der Universität Linz, es folgten Lehrtätigkeiten dort, an der Universität Trier und an der Universität Bamberg. Dort war er von 1976 bis zur Emeritierung im Jahr 2002 Inhaber des Lehrstuhls für Soziologie I. Zu seinen weiteren Funktionen an der Universität Bamberg gehörten Gründungsdekan der Sozial- und wirtschaftswissenschaftlichen Fakultät, Vizepräsident (1980–1984), Leiter der Sozialwissenschaftlichen Forschungsstelle (1976–2001) sowie Direktor des Staatsinstituts für Familienforschung (1996–2003). Seit 1991 ist er Ehrendoktor, seit 2003 Gastprofessor an der Corvinus-Universität Budapest. Seit 1998 ist er Mitglied der Ungarischen Akademie der Wissenschaften.
Eigenen Angaben zufolge veröffentlichte Vaskovics 132 Bücher, 14 Forschungsberichte, über 100 Aufsätze und gab 12 Bücher heraus. Themenschwerpunkte waren Familie, Jugend, Alter, Sozialisation, soziale Ungleichheit, Armut, Religion und Demographie. Von 1996 bis 2003 leitete Vaskovics das Staatsinstitut für Familienforschung an der Universität Bamberg. Es ist in Deutschland das einzige sozialwissenschaftliche Forschungsinstitut, das sich ausschließlich der Familienforschung widmet. Es untersucht die Lebensbedingungen von Familien und deren Veränderungen.
Vaskovics ist begeisterter Laufsportler. Kurz vor seinem 80. Geburtstag absolvierte er noch den Wien-Marathon.

## Werke (Auswahl)
- Familie und religiöse Sozialisation. Eine empirisch-soziologische Studie zur Erforschung der Familie als Sozialisationsträger wertorientierter Verhaltensweisen, Wien 1970 ·
- Segregierte Armut. Randgruppenbildung durch Wohnen in städtischen Notunterkünften, Frankfurt/New York 1976 ·
- unter Mitarbeit von Hanspeter Buba, Daniela Watzinger, Werner Weins: Soziale Eingliederung von Randgruppen durch Wohnungsmaßnahmen. Schriftenreihe des Bundesministers für Raumordnung, Bauwesen und Städtebau (03.081), Bonn 1980
- mit Werner Weins: Randgruppenbildung im ländlichen Raum/Armut und Obdachlosigkeit. Schriftenreihe des Bundesministers für Jugend, Familie und Gesundheit, Band 146, Stuttgart u. a. 1983, ISBN 3-17-008868-8
- (Hg., gemeinsam mit Karl-Dieter Keim): Wege zur Sozialplanung. Erfahrungen und Chancen in der Bundesrepublik Deutschland, VS Verlag für Sozialwissenschaften, Opladen 1985
- (Hg., gemeinsam mit Rainer K. Silbereisen und IZ Sozialwissenschaften): Sozialforschung in der DDR, Sonderband. Forschungsprojektdokumentation "Familie und Jugend", Bonn/Berlin 1993
- mit Manfred Garhammer: Soziologie familialer Lebenswelten, (Sonderheft 3 Soziologische Revue, Jg. 17),  Oldenburg Verlag, München 1994
- mit Marina Rupp: Partnerschaftskarrieren. Entwicklungspfade nichtehelicher Lebensgemeinschaften, Westdeutscher Verlag, Opladen 1995
- mit Marina Rupp und Barbara Hofmann: Lebensverläufe in der Moderne 1: Nichteheliche Lebensgemeinschaften. Leske + Budrich, Opladen 1997
- (Hg., gemeinsam mit Hanspeter Buba): Benachteiligung gleichgeschlechtlich orientierter Personen und Paare. Studie im Auftrag des Bundesministeriums der Justiz (Reihe: Rechtstatsachenforschung) Bundesanzeiger-Verlag, Köln 2001
- Gesellschaftliche Desintegration und Familienschicksale. Flüchtlings- und Vertriebenenfamilien des Zweiten Weltkrieges. IUDICUM, München 2002.
- (Hg.,gemeinsam mit Dieter Schwab): Pluralisierung von Elternschaft und Kindschaft. Familienrecht, -soziuologie und –psychologie im Dialog, Verlag Barbara Budrich, Opladen & Farmington  Hills 2011